# One!
One! (ang. Them!) – amerykański film grozy z 1954 roku.

## Treść
W wyniku radioaktywnego promieniowania w Newadzie, podczas doświadczeń z bronią atomową, narodziły się ogromnych rozmiarów mrówki. Wkrótce zaczynają atakować ludzi.  Naukowcy próbują unieszkodliwić bestie. Tymczasem jednak potwory rozprzestrzeniają się po kraju, siejąc śmierć i popłoch.

## Obsada
- James Whitmore - Ben Peterson
- Edmund Gwenn - Harold Medford
- Joan Weldon - Pat Medford
- James Arness -  Robert Graham
- Onslow Stevens - gen. O'Brien
- Sean McClory - maj Kibbee
- Chris Drake - Ed Blackburn
- Sandy Descher - Ellinson
- Fess Parker - Alan Crotty